# Ifeanyi George
Ifeanyi George (Abuja, 22 de novembro de 1993 – Abudu, 22 março de 2020) foi um futebolista nigeriano que atuava como atacante.

## Biografia

### Primeiros anos e carreira no futebol
Ifeanyi George nasceu na cidade de Abuja, capital da Nigéria, no ano de 1993.
Iniciou sua carreira futebolística no ano de 2015, ao ser contratado pelo Enyimba, para atuar na equipe como atacante. Pela equipe, atuou em vinte e nove partidas, marcando cinco gols. Integrou o clube na conquista do título da Liga Profissional de Futebol da Nigéria de 2015.[carece de fontes?]
No ano seguinte, mudou-se para o Enugu Rangers, time pelo qual permaneceu até o ano de 2020, defendendo o clube por quatro anos. Pela equipe participou de sessenta e três partidas, nas quais marcou dezenove gols. Pelo clube, disputou duas edições da Copa das Confederações da CAF, a edição de 2018 e a de 2019.[carece de fontes?]

### Morte
George morreu de maneira precoce vitimado por um acidente automobilístico nos arredores da cidade de Abudu, em uma viagem que tinha como destino a cidade de Lagos em 22 de março de 2020. O acidente fatal, também vitimou o atleta Emmanuel Ogbu, jogador das categorias de base do clube, além de uma terceira pessoa. Pelo Twitter, a Federação Nigeriana de Futebol (NFF), lamentou a morte precoce do jogador e se disse 'chocada' com o fato.

## Títulos
Enyimba Football Club
- Liga Profissional de Futebol da Nigéria: 2015.